# Perr Schuurs
Perr Schuurs, né le 26 novembre 1999 à Nieuwstadt aux Pays-Bas, est un footballeur néerlandais qui évolue au poste de défenseur central au Torino FC.

## Biographie

### Fortuna Sittard
Né à Nieuwstadt aux Pays-Bas, Perr Schuurs est formé au Fortuna Sittard, club avec lequel il débute en professionnel. C'est le 14 octobre 2016, à seulement 16 ans, qu'il joue son premier match en Eerste Divisie face au VVV Venlo. Il entre en jeu lors de cette rencontre et son équipe s'impose par deux buts à zéro. Il inscrit son premier but en professionnel le 6 février 2017, lors d'une rencontre de championnat face au Jong Ajax. Titulaire, il participe à la victoire de son équipe par cinq buts à deux.
Pour la saison 2017-2018 Schuurs est nommé capitaine du Foruna Sittard, à seulement 17 ans.

### Ajax Amsterdam
Le 1er janvier 2018 Schuurs est recruté par l'Ajax Amsterdam, qui le laisse cependant terminer la saison au Fortuna Sittard. Il arrive donc en juillet 2018 à l'Ajax, mais se voit dans un premier temps intégré au Jong Ajax, l'équipe B. Il joue son premier match en équipe première le 26 septembre 2018, à l'occasion d'une rencontre de coupe des Pays-Bas face au HVV Te Werve (en). Titulaire ce jour-là, il marque également son premier but en ouvrant le score et l'Ajax s'imposer par sept buts à zéro. Schuurs joue son premier match en Eredivisie le 7 octobre 2018, lors d'une victoire de l'Ajax contre l'AZ Alkmaar. Il remplace Maximilian Wöber ce jour-là, et son équipe s'impose cinq buts à zéro.

### Torino FC
Le 18 août 2022, Perr Schuurs s'engage en faveur du Torino FC. Il vient notamment renforcer la défense après le départ de Gleison Bremer à la Juventus.
Il joue son premier match pour le Torino le 27 août 2022, à l'occasion d'une rencontre de Serie A contre l'US Cremonese. Il est titularisé et son équipe s'impose par deux buts à un ce jour-là. Le 18 octobre 2022, Schuurs inscrit son premier but pour le Torino, lors d'un match de coupe d'Italie contre l'AS Cittadella. Titulaire, il participe à la victoire des siens par quatre buts à zéro.

### En sélection
Il est à deux reprises capitaine de la sélection des moins de 19 ans, contre la Hongrie et l'Italie.
Le 12 octobre 2018, Perr Schuurs reçoit sa première sélection avec les espoirs, face à la Lettonie. Il entre en jeu à la place de Kevin Diks ce jour là, et son équipe s'impose par trois buts à zéro.
En août 2020, Perr Schuurs est convoqué pour la première fois avec l'équipe nationale des Pays-Bas, par le sélectionneur intérimaire, Dwight Lodeweges, pour les matchs de septembre. Il ne joue toutefois aucun match lors de ce rassemblement.

## Vie personnelle
Issu d'une famille de sportifs, Perr Schuurs est le fils de Lambert Schuurs (en), ancien joueur de handball international néerlandais. Il a deux sœurs, Demi Schuurs, joueuse de tennis professionnelle et Fleau Schuurs qui joue au handball.  

## Statistiques
| Saison                | Club                  | Championnat           | Championnat | Championnat | Championnat | Coupe(s) nationale(s) | Coupe(s) nationale(s) | Coupe(s) nationale(s) | Supercoupe | Supercoupe | Supercoupe | Compétition(s) continentale(s) | Compétition(s) continentale(s) | Compétition(s) continentale(s) | Compétition(s) continentale(s) | Total | Total | Total |
| Saison                | Club                  | Division              | M.          | B.          | P.d.        | M.                    | B.                    | P.d.                  | M.         | B.         | P.d.       | Comp.                          | M.                             | B.                             | P.d.                           | M.    | B.    | P.d.  |
| 2016-2017             | Fortuna Sittard       | Eerste Divisie        | 24          | 2           | 2           | -                     | -                     | -                     | -          | -          | -          | -                              | -                              | -                              | -                              | 24    | 2     | 2     |
| 2017-2018             | Fortuna Sittard       | Eerste Divisie        | 33          | 8           | 4           | 3                     | 0                     | 2                     | -          | -          | -          | -                              | -                              | -                              | -                              | 36    | 8     | 6     |
| Sous-total            | Sous-total            | Sous-total            | 57          | 10          | 6           | 3                     | 0                     | 2                     | 0          | 0          | 0          | -                              | 0                              | 0                              | 0                              | 60    | 10    | 8     |
| 2018-2019             | Ajax Amsterdam        | Eredivisie            | 1           | 0           | 0           | 3                     | 1                     | 1                     | -          | -          | -          | C1                             | -                              | -                              | -                              | 4     | 1     | 1     |
| 2019-2020             | Ajax Amsterdam        | Eredivisie            | 10          | 1           | 0           | 1                     | 0                     | 0                     | 1          | 0          | 0          | C1+C3                          | 3+2                            | 0+0                            | 0+0                            | 17    | 1     | 0     |
| 2020-2021             | Ajax Amsterdam        | Eredivisie            | 27          | 1           | 0           | 4                     | 0                     | 0                     | -          | -          | -          | C1+C3                          | 6+4                            | 0+0                            | 0+1                            | 41    | 1     | 1     |
| 2021-2022             | Ajax Amsterdam        | Eredivisie            | 22          | 0           | 0           | 4                     | 0                     | 0                     | -          | -          | -          | C1                             | 3                              | 0                              | 1                              | 29    | 0     | 1     |
| 2022-2023             | Ajax Amsterdam        | Eredivisie            | 2           | 0           | 0           | -                     | -                     | -                     | 1          | 0          | 0          | C1                             | -                              | -                              | -                              | 3     | 0     | 0     |
| Sous-total            | Sous-total            | Sous-total            | 62          | 2           | 0           | 12                    | 1                     | 1                     | 2          | 0          | 0          | -                              | 18                             | 0                              | 2                              | 94    | 3     | 3     |
| 2022-2023             | Torino FC             | Serie A               | 30          | 0           | 2           | 3                     | 1                     | 0                     | -          | -          | -          | -                              | -                              | -                              | -                              | 33    | 1     | 2     |
| 2023-2024             | Torino FC             | Serie A               | 9           | 1           | 0           | 1                     | 0                     | 0                     | -          | -          | -          | -                              | -                              | -                              | -                              | 10    | 1     | 0     |
| Sous-total            | Sous-total            | Sous-total            | 39          | 1           | 2           | 4                     | 1                     | 0                     | 0          | 0          | 0          | -                              | 0                              | 0                              | 0                              | 43    | 2     | 2     |
| Total sur la carrière | Total sur la carrière | Total sur la carrière | 158         | 13          | 8           | 19                    | 2                     | 3                     | 2          | 0          | 0          | -                              | 18                             | 0                              | 2                              | 197   | 15    | 13    |

## Palmarès

### En club

#### Fortuna Sittard
- Vice-champion des Pays-Bas de deuxième division en 2018

#### Ajax Amsterdam
- Champion des Pays-Bas en 2019, 2021 et 2022
- Vainqueur de la Coupe des Pays-Bas en 2019 et 2021
- Vainqueur de la Supercoupe des Pays-Bas en 2019